# Pont-Melvez
Pont-Melvez é uma comuna francesa na região administrativa da Bretanha, no departamento Côtes-d'Armor. Estende-se por uma área de 22,71 km². Em 2010 a comuna tinha 616 habitantes (densidade: 27,1 hab./km²).